# Sergueï Tchemezov
 (mars 2013).
Si vous disposez d'ouvrages ou d'articles de référence ou si vous connaissez des sites web de qualité traitant du thème abordé ici, merci de compléter l'article en donnant les références utiles à sa vérifiabilité et en les liant à la section « Notes et références ».
Sergueï Viktorovitch Tchemezov (en russe : Сергей Викторович Чéмезов, né le 20 août 1952 dans l'oblast d'Irkoutsk, URSS) est un ancien agent du KGB puis un homme d'affaires russe.

## Biographie
De 1983 à 1988, il a travaillé comme agent secret du KGB dans une obscure compagnie à Dresde, en Allemagne, où son voisin était l’officier du KGB Vladimir Poutine. 
De 1996 à 1999, il a servi comme chef des relations économiques extérieures dans le département de la Direction de la propriété présidentielle russe de gestion. Du 13 septembre 1999 au 5 novembre 2000, il a été directeur général de Promexport. Le 5 novembre 2000, Promexport et Rosvooroujenie ont été fusionnées en Rosoboronexport. En décembre 2001, il devient membre du conseil d'administration de la Société Soukhoï. Il a également été membre du conseil d'administration de Almaz. Depuis juin 2002, Almaz Scientific Industrial Corporation et Antey Corporation ont fusionné en Almaz-Antey, il a été membre du conseil d'administration de celle-ci. 
Depuis le 28 avril 2004, il a été le directeur général de Rosoboronexport. En novembre 2007, il devient directeur général de Rostec, la société d'État tentaculaire holding qui possède des centaines d'entreprises publiques russes, y compris un grand nombre de ses leaders et les plus importantes sociétés industrielles et militaro-industrielles.